# Ташлы-Елга (Татарстан)
Ташлы́-Елга́ (тат. Ташлы Елга) — село в Кукморском районе Республики Татарстан, в составе Каркаусского  сельского поселения.
В 2020 году при поддержке Фонда президентских грантов (@pgrants) издана книга "Ил көзгесе син авылым Ташлы Елгам" о истории и судьбах учеников начальной школы села Ташлы-Елга

## Этимология названия
Топоним произошёл от татарского слова «ташлы» (каменный) и гидрографического термина «елга» (река).

## География
Село находится на реке Каркаусь, в 27 км к юго-востоку  от районного центра, города Кукмора.

## Экономика
Жители занимаются молочным скотоводством, работают преимущественно в ООО «Уныш», крестьянских (фермерских) хозяйствах.

## История
В «Списке населенных мест по сведениям 1859 года», изданном в 1866 году, населённый пункт упомянут как казённая деревня Тошла-Илга 2-го стана Мамадышского уезда Казанской губернии. Располагалась при речке Шуньбашы, по левую сторону Шуньского торгового тракта, в 46 верстах от уездного города Мамадыша и в 26 верстах от становой квартиры в казённой деревне Ахманова (Ишкеево). В деревне в 78 дворах жили 489 человек (234 мужчины и 255 женщин). Была мечеть.
В 2020 году при поддержке Фонда президентских грантов @pgrants издана книга "Ил көзгесе син авылым Ташлы Елгам" о истории и судьбах учеников начальной школы села Ташлы-Елга

## Социальные объекты
В селе действуют начальная школа, детский сад, клуб, фельдшерско-акушерский пункт.

## Религиозные объекты
Мечеть (с 1994 года).